# Женская сборная Кыргызстана по футболу
Женская сборная Кыргызстана по футболу — футбольная команда, представляющая Кыргызстан на международных соревнованиях. Управляющим органом выступает Кыргызский футбольный союз.
Кыргызстан никогда не выступал в финальном этапе женского чемпионата мира и Кубке Азии. Впервые на международном уровне киргизки сыграли в квалификации на Кубок Азии 2010 года. Первый тур квалификации состоялся в Малайзии в конце апреля — начале мая 2009 года. Там команде под руководством Гульбары Уматалиевой благодаря победам над Палестиной (4:1) и Мальдивами (2:0) выйти в следующий раунд. Тем не менее на последнем этапе киргизки уступили представительницам Вьетнама (1:10) и Гонконга (0:2) и таким образом не прошли в финальный этап.
В 2018 году на первом женском чемпионате стран Центральной Азии (организатор — Футбольная ассоциация Центральной Азии), прошедшем в Узбекистане, сборная Кыргызстана заняла четвёртое место. В следующий раз на турнире 2022 года киргизки заняли бронзовые медали.
Главный тренер команды Гульбара Уматалиева считает, что женская киргизская сборная не принимает участие в различных международных турнирах из-за недостатка финансирования. По состоянию на июнь 2023 года Кыргызстан занимает 128-е место в рейтинге сборных ФИФА.

## Текущий состав

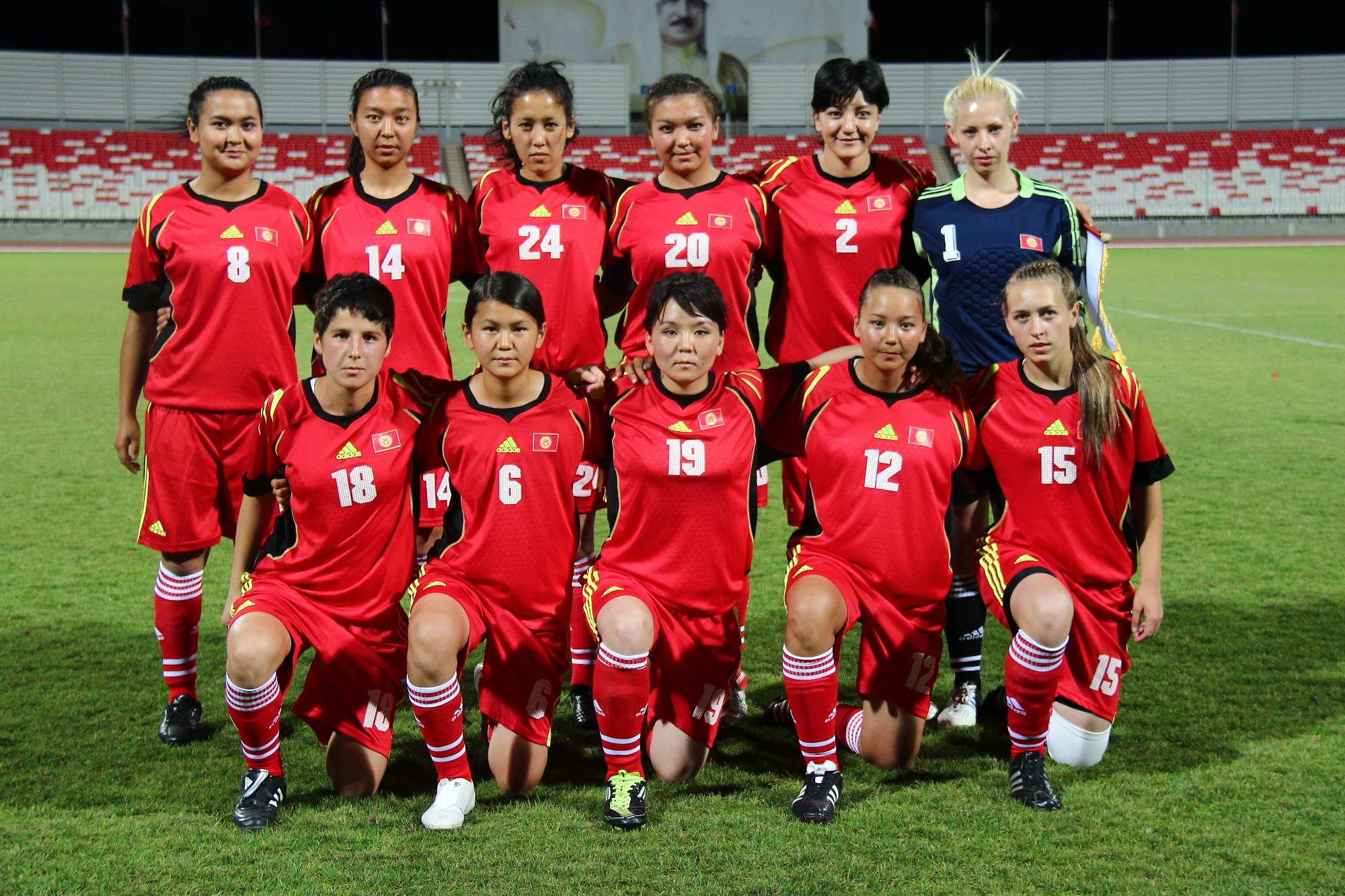
Сборная в 2013 году

Состав женской сборной Кыргызстана на CAFA Women’s Championship, прошедший в 2018 году.
- Вратари: Толонова Айчурек, Абибулла кызы Дильнура (обе — ЧО СДЮШОР).
- Защитники: Ахматкулова Заирина, Анарбаева Насибахон (обе — Эдельвейс), Нурлан кызы Айдай, Канатбек кызы Алтынай (СДЮШОР СИ), Конушбаева Сабина (Илбирс), Жаркулова Айгерим (ЧО СДЮШОР), Дорофеева Ирина (Абдыш-Ата), Келишова Баяна (Каракол).
- Полузащитники: Ырысбек кызы Кенжебубу, Токтоболотова Бактыгуль, Боронбекова Айжана, Далингер Виктория (все — ЧО СДЮШОР), Аскар кызы Айтурган (Илбирс), Кылычбек кызы Адинай, Дуйшобаева Адинай (Каракол), Эркинбаева Аделя (ЧО СДЮШОР), Саскеева Айпери (Иссык-Куль).
- Нападающие: Ибраимова Шахноза, Мамедова Сивиля (обе — ЧО СДЮШОР), Оторбаева Айдана (Feminino Madrid Club), Зародина Анна (СДЮШОР СИ).

## Главные тренеры
- Гульбара Уматалиева (2009 — н. в.)

## Статистика

### Чемпионат мира
| Участие в чемпионате мира | Участие в чемпионате мира      | Участие в чемпионате мира      | Участие в чемпионате мира      | Участие в чемпионате мира      | Участие в чемпионате мира      | Участие в чемпионате мира      | Участие в чемпионате мира      | Участие в чемпионате мира      |
| Год                       | Раунд                          | Место                          | И                              | В                              | Н                              | П                              | ГЗ                             | ГП                             |
| ------------------------- | ------------------------------ | ------------------------------ | ------------------------------ | ------------------------------ | ------------------------------ | ------------------------------ | ------------------------------ | ------------------------------ |
| 2011                      | команда не прошла квалификацию | команда не прошла квалификацию | команда не прошла квалификацию | команда не прошла квалификацию | команда не прошла квалификацию | команда не прошла квалификацию | команда не прошла квалификацию | команда не прошла квалификацию |
| 2015                      | команда не прошла квалификацию | команда не прошла квалификацию | команда не прошла квалификацию | команда не прошла квалификацию | команда не прошла квалификацию | команда не прошла квалификацию | команда не прошла квалификацию | команда не прошла квалификацию |

### Кубок Азии
| Участие в Кубке Азии | Участие в Кубке Азии           | Участие в Кубке Азии           | Участие в Кубке Азии           | Участие в Кубке Азии           | Участие в Кубке Азии           | Участие в Кубке Азии           | Участие в Кубке Азии           | Участие в Кубке Азии           |
| Год                  | Раунд                          | Место                          | И                              | В                              | Н                              | П                              | ГЗ                             | ГП                             |
| -------------------- | ------------------------------ | ------------------------------ | ------------------------------ | ------------------------------ | ------------------------------ | ------------------------------ | ------------------------------ | ------------------------------ |
| 2010                 | команда не прошла квалификацию | команда не прошла квалификацию | команда не прошла квалификацию | команда не прошла квалификацию | команда не прошла квалификацию | команда не прошла квалификацию | команда не прошла квалификацию | команда не прошла квалификацию |
| 2014                 | команда не прошла квалификацию | команда не прошла квалификацию | команда не прошла квалификацию | команда не прошла квалификацию | команда не прошла квалификацию | команда не прошла квалификацию | команда не прошла квалификацию | команда не прошла квалификацию |